# Sonexay Phanhthaxay
Sonexay Phanhthaxay (laotisch ສອນໄຊ ພັນທະໄຊ, * 10. Juni 2001 in der Provinz Houaphan) ist ein laotischer Fußballspieler.

## Karriere
Sonexay Phanhthaxay stand bis Ende 2022 beim laotischen Zweitligisten Vientiane FT in der Hauptstadt Vientiane unter Vertrag. Anfang 2021 wechselte er für zwei Jahre zum Erstligisten Viengchanh FC. Zu Beginn der Saison 2023 unterschrieb er einen Vertrag beim ebenfalls in der ersten Liga spielenden Master 7 FC. Am Ende der Saison 2023, in der er 14 Ligaspiele bestritt, feierte er mit dem Verein aus der Hauptstadt die Vizemeisterschaft.

## Erfolge
Master 7 FC
- Laotischer Vizemeister: 2023